# Villa Gropallo
La villa Gropallo è un edificio civile situato nel quartiere di Nervi, in via Aldo Casotti, nel comune di Genova. Di proprietà comunale, e ubicato presso i parchi di Nervi, è sede della biblioteca comunale "Virgilio Brocchi" e della locale stazione dei carabinieri.

## Storia e descrizione

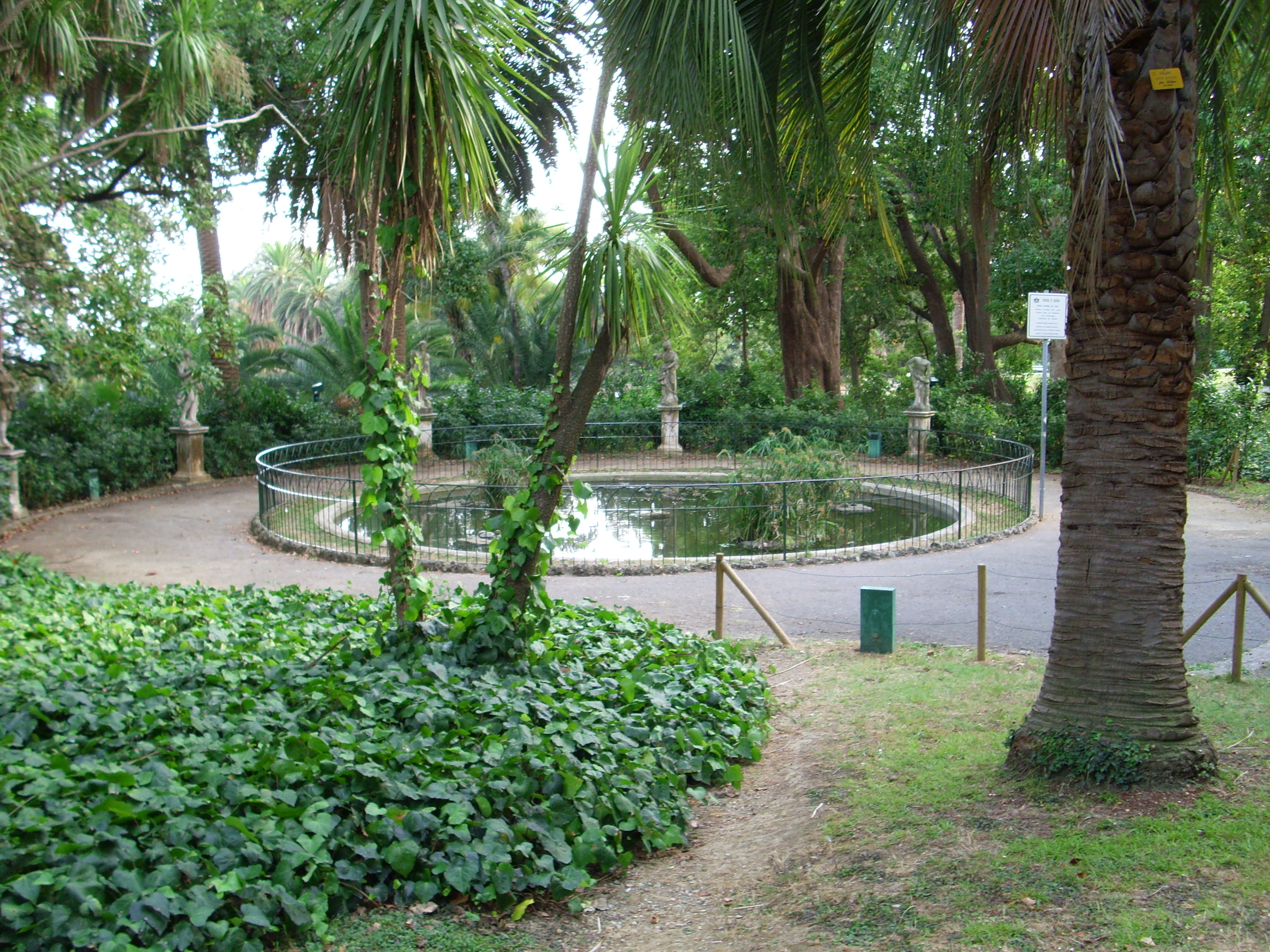
La vasca delle tartarughe all'interno del parco di villa Gropallo

L'edificazione della villa è risalente alla seconda metà del XVIII secolo e fu trasformata molto probabilmente per volere del suo primo proprietario, il marchese Gaetano Gropallo nel corso dell'Ottocento. Il sito fu a lungo residenza di campagna dell'omonima famiglia ed era circondato da un vasto giardino all'inglese che, ancora fino alla metà del XIX secolo, arrivava nei confini meridionali sino alla costa; fu la realizzazione della locale tratta ferroviaria a mutarne l'area della zona adibita a parco.
Fu lo stesso marchese Gropallo, agli inizi dell'Ottocento, a compiere una trasformazione del giardino con la sostituzione di ulivi, viti ed agrumi in favore di nuove piante esotiche, di palme e cedri del Libano. Tuttavia, rimane ancora oggi visibile l'originario prato erboso antistante l'edificio, fiancheggiato dal viale dove è presente una foresta mediterranea sempreverde: numerosa è la presenza di lecci, che contribuisce a rendere l'ambiente tipicamente boschivo e ombroso. Poco lontano un altro viale è caratterizzato dalla presenza di palme storiche e piante esotiche antiche che, soprattutto nel XIX secolo, furono l'orgoglio e il vanto botanico della famiglia Gropallo e stupore dei vari visitatori e ospiti della dimora. Tra le personalità del tempo, attivi nel campo dell'arte e della letteratura, che certamente soggiornarono nella villa il vate Gabriele D'Annunzio ed Eleonora Duse.
Alla morte del marchese (nel 1875) la villa passò ai figli e successivamente, nel 1918, la proprietà passò alla Società Anonima Immobiliare "Riviera Orientale S.A.I.R.O." che ha sede a Genova. Risale al 1927 l'acquisto della villa Gropallo da parte del Comune di Genova che scelse la dimora quale sede dell'Azienda di Soggiorno e del Circolo dei Forestieri; in epoca più recente (1979) divenne sede della biblioteca comunale di Nervi - sita nel primo piano della villa e intitolata nel 1988 allo scrittore Virgilio Brocchi - e della locale stazione dell'Arma dei Carabinieri.
L'edificio presenta sale con diversi stili d'arte e la presenza, alquanto insolita, di un bovindo in stile moresco al suo interno; esternamente, invece, caratteristiche sono le pensiline realizzate in ferro battuto.
Tra gli esemplari arborei più interessanti sono da segnalare: eucalipti dalle foglie pendule e dalla corteccia sfogliata (Eucaliptus globulus); una fitolacca (Phytolacca dionica); tra le palme, l'imponente e curiosa jubea (Jubaea spectabilis) e l'araucaria (Araucaria bidwilli); le cicas (Cycas revoluta), dall'aspetto di palme ma prossime alle conifere.